# TypeScript
TypeScript — язык программирования, представленный Microsoft в 2012 году и позиционируемый как инструмент, расширяющий возможности JavaScript.
Разработчиком языка TypeScript является Андерс Хейлсберг, создавший ранее Turbo Pascal, Delphi и C#.
Спецификации языка открыты и опубликованы в рамках соглашения Open Web Foundation Specification Agreement (OWFa 1.0).
TypeScript является обратно совместимым с JavaScript и компилируется в последний.
Фактически, после компиляции программу на TypeScript можно выполнять в любом современном браузере или использовать совместно с серверной платформой Node.js.
Код экспериментального компилятора, транслирующего TypeScript в JavaScript, распространяется под лицензией Apache.
Его разработка ведётся в публичном репозитории через сервис GitHub.
TypeScript отличается от JavaScript возможностью явного статического назначения типов, поддержкой использования полноценных классов (как в традиционных объектно-ориентированных языках), а также поддержкой подключения модулей, что призвано повысить скорость разработки, облегчить читаемость, рефакторинг и повторное использование кода, помочь осуществлять поиск ошибок на этапе разработки и компиляции, и, возможно, ускорить выполнение программ.
Планируется, что в силу полной обратной совместимости адаптация существующих приложений на новый язык программирования может происходить поэтапно, путём постепенного определения типов.
На момент релиза представлены файлы для восприятия расширенного синтаксиса TypeScript для Vim и Emacs, а также плагин для Microsoft Visual Studio.
Одновременно с выходом спецификации разработчики подготовили файлы с декларациями статических типов для некоторых популярных JavaScript-библиотек, среди которых jQuery.

## Справка
TypeScript возник из-за предполагаемых недостатков JavaScript в крупномасштабных приложениях как в компании Microsoft, так и у прочих пользователей JavaScript. Проблемы с разработкой сложных программ на JavaScript привели к необходимости облегчения разработки компонентов языка.
Разработчики TypeScript искали решение, которое не будет нарушать совместимости со стандартом и его кроссплатформенной поддержкой. Зная, что только стандарт ECMAScript предлагает поддержку в будущем для программирования на базе классов (Class-based programming), они основали TypeScript на этом предположении. Это привело к созданию компилятора JavaScript с набором синтаксических языковых расширений, увеличенным на основе предложения, которое трансформирует расширения в JavaScript. В этом смысле TypeScript является представлением того, что ожидать от ECMAScript 6. Уникальный аспект не в предложении, а в добавлении в TypeScript статической типизации, что позволяет статически анализировать язык, облегчая оснастки и IDE-поддержку.

### Поддержка ECMAScript 6
TypeScript добавляет из стандарта ECMAScript 6 поддержку следующих конструкций: классов, модулей и синтаксиса стрелочных функций.

## Примеры кода
Генератор псевдослучайных паролей с использованием модуля «crypto», встроенного в Node.js:
```
import
 
*
 
as
 
crypto
 
from
 
"crypto"
;

function
 
generate
(
length
:
 
number
 
=
 
16
)
 
:
 
string
 
{

  
const
 
uppercase
:
 
string
 
=
 
"ABCDEFGHIJKLMNOPQRSTUVWXYZ"
;

  
const
 
lowercase
:
 
string
 
=
 
"abcdefghijklmnopqrstuvwxyz"
;

  
const
 
numbers
:
 
string
 
=
 
"0123456789"
;

  
const
 
symbols
:
 
string
 
=
 
"!\"#$%&'()*+,-./:;<=>?@[\\]^_`{|}~"
;

  
const
 
all
:
 
string
 
=
 
uppercase
 
+
 
lowercase
 
+
 
numbers
 
+
 
symbols
;

  
let
 
password
:
 
string
 
=
 
""
;

  
for
 
(
let
 
index
:
 
number
 
=
 
0
;
 
index
 
<
 
length
;
 
index
++
)
 
{

    
const
 
randomNumber
:
 
number
 
=
 
crypto
.
randomInt
(
all
.
length
);

    
password
 
+=
 
all
.
charAt
(
randomNumber
);

  
}

  
return
 
password
;

}

```

## Особенности языка
TypeScript — это расширение спецификации ECMAScript 5. Добавлены следующие опции:
- аннотации типов и проверка их согласования на этапе компиляции[англ.];
- вывод типов;
- классы;
- интерфейсы;
- перечисляемые типы;
- примесь;
- обобщённое программирование;
- модули[12];
- сокращённый синтаксис «стрелок» для анонимных функций;
- дополнительные параметры и параметры по умолчанию;
- кортежи.

Синтаксически TypeScript очень похож на JScript .NET, очередную реализацию Microsoft языкового стандарта ECMA-262, обеспечивающего поддержку статической типизации и классических объектно-ориентированных возможностей языка, таких как классы, наследование, интерфейсы и пространства имен.

### Совместимость с JavaScript
TypeScript является обратно совместимым с JavaScript. Таким образом, любой код на JavaScript также правилен для TypeScript. В TypeScript можно использовать существующий код на JS и подключать популярные библиотеки JavaScript. Объявление типов для этих библиотек зачастую поставляется вместе с ними либо же может быть написано вручную.
По умолчанию TypeScript компилируется в совместимый с ES3 JavaScript как преобладающий стандарт. С помощью параметра --target или его сокращенной версии -t можно задать версию стандарта JavaScript, в которую будет компилироваться код TypeScript. Этот параметр может принимать следующие значения: ES3 (по умолчанию), ES5, ES6 / ES2015, ES7 / ES2016, ES2017, ES2018, ES2019, ES2020 или ESNext:
```
tsc
 
app
.
ts
 
-
t
 
ES5

```

### Объявление типов
TypeScript обеспечивает объявления типов для статической проверки их согласования. Это не является обязательным и может быть проигнорировано, чтобы использовать обычную динамическую типизацию JavaScript.
```
function
 
add
(
left
:
 
number
,
 
right
:
 
number
)
:
 
number
 
{

	
return
 
left
 
+
 
right
;

}

```

Существует несколько аннотаций для примитивных типов: number, boolean и string. Слабо или динамически введённые структуры имеют тип any.
Определения типов могут быть экспортированы в отдельный файл объявлений, чтобы сделать информацию о типах доступной для сценариев TypeScript с использованием различных типов, уже скомпилированных в JavaScript. Определения могут быть заявлены к существующей библиотеке JavaScript, как это было сделано для Node.js и JQuery.
Компилятор TypeScript пытается вывести типы, когда они не указаны явно. Например, метод add в приведенном выше коде будет выводить как возврат в number, даже если бы не было предусмотрено никакого возврата типа в определении. Это основано на статических типах left и right numbers и познаниях компилятора о том, что результат сложения двух numbers всегда number. Тем не менее, прописывание возвращаемого типа позволяет компилятору проверить правильность.
Если тип не может быть выведен из-за отсутствия объявлений, то по умолчанию будет динамический тип any. Значение типа any поддерживает те же операции, что и значение в JavaScript и минимальная статическая проверка типов выполняется для операции на any.

#### Файлы деклараций
Когда сценарий TypeScript будет скомпилирован, есть опция для создания файла декларации (с расширением .d.ts), который используется как интерфейс к компонентам в скомпилированном JavaScript. В процессе компилятор удаляет все функции и тела методов и сохраняет только сигнатуры типов, которые экспортируются. Итоговый файл декларации может быть использован для описания экспортируемых виртуальных типов TypeScript библиотеки JavaScript или модуля, когда сторонний разработчик использует их в TypeScript.
Концепция файлов декларации аналогична таковой в заголовочных файлах в C++:
```
declare
 
module
 
arithmetics
 
{

    
add
(
left
:
 
number
,
 
right
:
 
number
)
:
 
number
;

    
subtract
(
left
:
 
number
,
 
right
:
 
number
)
:
 
number
;

    
multiply
(
left
:
 
number
,
 
right
:
 
number
)
:
 
number
;

    
divide
(
left
:
 
number
,
 
right
:
 
number
)
:
 
number
;

}

```

Файлы декларации могут быть написаны вручную как для существующих библиотек JavaScript, так и для jQuery и Node.js.

### Классы
TypeScript поддерживает классы ECMAScript 6, что позволяет поддерживать опцию объявления типов.
```
class
 
Person
 
{

  
constructor
(

    
private
 
readonly
 
name
:
 
string
,

    
private
 
readonly
 
age
:
 
number
,

    
private
 
readonly
 
salary
:
 
number

  
)
 
{}

  
public
 
toString
()
:
 
string
 
{

    
return
 
`Имя: 
${
this
.
name
}
\nВозраст: 
${
this
.
age
}
\nЗарплата: 
${
this
.
salary
}
`
;

  
}

}

```

### Шаблоны
TypeScript поддерживает обобщённое программирование.

### Модули
Используя модули, TypeScript поддерживает инкапсуляцию классов, интерфейсов, функций и переменных в пространствах имен. TypeScript различает внутренние и внешние модули. Внутренние модули на основе синтаксиса модуля из ECMAScript 6, тогда как внешние модули используют библиотеку JavaScript (AMD или CommonJS).

## Инструменты разработчика

### Компилятор
Компилятор TypeScript называется tsc — он написан на языке TypeScript, может быть скомпилирован в стандартный JavaScript, а после этого запущен на любом движке JavaScript (например в браузере). Компилятор идет вместе с сервером сценариев, который может запускать компилятор. Также он доступен в виде пакета для node.js, который использует node.js в качестве сервера.
Также существует альфа-версия клиентского компилятора в JavaScript, который выполняет TypeScript на лету, во время загрузки страницы.
Текущая версия компилятора использует по умолчанию ECMAScript версии 5. Но есть возможность использовать и ECMAScript 2015, чтобы иметь доступ к уникальным языковым возможностям этой версии, например, к генераторам. Классы, за исключением тех, которые явно описаны в стандарте ECMAScript 2015, доступны в обеих версиях.

### IDE и поддержка редакторов
Существует плагин от Microsoft для Visual Studio 2012 и для WebMatrix, а в версиях Visual Studio 2013, Visual Studio 2015 реализована полная поддержка на уровне IDE. Также поддерживается в Visual Studio Code. JetBrains поддерживает TypeScript, включая компиляцию, рефакторинг и отладку в IDE на платформе IntelliJ, например, PhpStorm 6, WebStorm 6, и IntelliJ IDEA, а также в их расширении для Visual Studio ReSharper 8.1. Поддерживается в среде Codeanywhere. Для NetBeans и Eclipse существует плагины для поддержки языка.
Среди онлайн-сред язык поддерживается в Cloud9, Codenvy, CodePen.
Есть базовая поддержка языка в текстовых редакторах Sublime Text, Emacs и Vim. У редактора Atom есть плагин для TypeScript с поддержкой автодополнения, навигации по коду, форматирования и быстрой компиляции.